# Kouzelná chůva Nanny McPhee
Kouzelná chůva Nanny McPhee (v anglickém originále Nanny McPhee) je britská fantasy pohádková komedie z roku 2005, natočená podle knihy Christianny Brand Nurse Matilda režisérem Kirk Jonesem. Ve Spojených státech amerických film vydělal 47 144 110 dolarů, v zahraničí 75 345 712 dolarů, celkově 122 489 822 dolarů. Premiéra filmu byla 27. ledna 2006 a za první víkend se utržilo 14 503 650 dolarů v 1995 kinech, což průměrně činí 7270 dolarů na kino.

## Děj
Příběh pojednává o vdovci, ztvárněném hercem Colinem Firthem, který má nezvladatelné děti, odstraňující jednu chůvu za druhou pomalu ještě dříve, než s nimi otec stihne uzavřít pracovní smlouvu. Objeví se zde i úděsná tetička a ještě děsivější nápadnice. S dětmi si poradí kouzelná chůva, která k výchově dětí užívá originální, někdy i přísné metody.
Vdovec a majitel pohřebního ústavu Cedric Brown má sedm nezvladatelných dětí – dvanáctiletého Simona, desetiletou Toru, devítiletou Lilyanu, osmiletého Erica, sedmiletého Sebastiana, pětiletou Christiannu a roční Agathu. Ačkoli své děti miluje, netráví s nimi dostatek času, a tak je nemůže sám vychovávat. Děti měly celkem sedmnáct chův, které postupně vypudily z domu, na což jsou hrdé. Stejně tak terorizují kuchařku paní Blatherwickovou, ale přátelí se s umývačkou nádobí Evangelinou.
Cedric se pokouší najmout další chůvu ze stejné agentury, ale ta ho odmítne. Po několika záhadných událostech přijde zvláštní ošklivá chůva Nanny McPhee, která se představí jako „státní chůva“. S pomocí magie naučí děti disciplíně a po každé ukončené lekci trochu zkrásní, a tak se z ošklivé chůvy stává chůvou stále krásnější a příjemnější. Děti vedené Simonem se na ni pokoušejí použít své triky, ale postupně ji začnou respektovat a žádat ji o radu. Stanou se z nich zodpovědní lidé, kteří pomáhají svému nešťastnému otci řešit rodinné problémy, čímž se stává chůva Nanny McPhee méně a méně potřebnou.
Rodina je finančně podporovaná tetičkou jejich nežijící matky lady Adelaide Stitchovou, která je zdrojem mnoha konfliktů rodiny Brownových. V rámci péče o Brownovy se lady Adelaide rozhodne ujmout péče o vzdělání a vstup do společnosti jedné z dcer. Vybere si Christiannu, ale děti i Cedric nechtějí dopustit, aby byli rozděleni. Simon nabídne Chrissino místo umývačce nádobí Evangelině, která se vždy toužila vzdělávat. Lady Adelaide tedy odjede s ní, aniž by věděla, že se nejedná o Cedricovu dceru. Kromě toho Lady Adelaide požaduje, aby se Cedric do měsíce oženil. Pokud tak neučiní, Adelaide přestane rodinu finančně podporovat. Aby nepřišel o dům a děti, rozhodne se Cedric obrátit na nevychovanou paní Selmu Quicklyovou, místní trojnásobnou vdovu s křiklavým oblečením. Děti mají představu o macechách z pohádek (všechny jsou zlé), a tak se pokoušejí sabotovat její návštěvu u nich doma. Cedric se pokouší ji ochraňovat před nástrahami dětí, a tak vypadá horlivěji, než ve skutečnosti je. Selma je jeho chováním potěšena, protože si nevšimla žádné nástrahy, a je spokojena, že ji Cedric žádá o ruku. Další žádost děti zhatí a tentokrát již Selma dům rozčíleně opustí a tvrdí, že Cedrica již nikdy nechce vidět. Poté, co se děti dozvědí pravdu o finanční situaci rodiny, souhlasí se sňatkem a jdou se Selmě omluvit. Navnadí ji především bohatstvím tetičky Adelaide. V den svatby přijdou děti na to, že je Selma skutečně zlá a krutá – rozbije Agathino chrastítko, poslední věc, která jim zbyla po mamince. Později děti zhatí obřad a Selma rozčíleně odejde. Tím ovšem Adelaidina lhůta pro Cedricovu svatbu vyprší, a tak plánuje, že přestane rodině platit. Simon však řekne, že si jeho otec může vzít Evangelinu. Cedric i Evangeline se svatbou souhlasí, ačkoli tím poruší třídní pravidla. Kouzelná chůva Nanny McPhee pak znovu použije svá kouzla, aby připravila perfektní prostředí pro svatbu.
Když už není chůvy Nanny McPhee u Brownových potřeba, odejde, čímž dodrží své pravidlo a slova, jež se nesou celým příběhem – Když mě budete potřebovat, ale nebudete mě chtít, musím zůstat. Když mě budete chtít, ale nebudete mě potřebovat, musím odejít.

### Pět lekcí Nanny McPhee
Aby naučila děti disciplíně, dobrému chování a zodpovědnosti, má Nanny McPhee pět důležitých lekcí. Po splnění každé z nich zmizí něco z její ošklivosti a stává se krásnější. Když jsou všechny lekce splněny, Nanny McPhee je změněna ze staré a škaredé čarodějnice na mladou a krásnou chůvu.
- První lekce – Jít spát, když se jim řekne (a říkat prosím) – chůviny vlasy změní barvu z šedé na hnědou.
- Druhá lekce – Vstát, když se jim řekne – zmizí jí horní bradavice.
- Třetí lekce – Obléci se, když se jim řekne – zmizí jí spodní bradavice.
- Čtvrtá lekce – Naslouchat (a říkat děkuji) – vlasy má blonďatější a vlnité, celkově zkrásní.
- Pátá lekce – Udělat, co se jim řekne – nos již nemá kulatý a zmizí přeražený zub.

## Obsazení
| Emma Thompsonová        | Nanny McPhee                   |
| Colin Firth             | Cedric Brown                   |
| Kelly Macdonaldová      | Evangeline                     |
| Angela Lansburyová      | tetička Adelaide               |
| Celia Imrie             | Selma Quicklyová               |
| Imelda Staunton         | paní Blatherwicková            |
| Derek Jacobi            | pan Wheen                      |
| Patrick Barlow          | pan Jowls                      |
| Thomas Sangster         | Simon Brown                    |
| Eliza Bennettová        | Tora Brownová                  |
| Jennifer Rae Daykinová  | Lilyana (Lily) Brownová        |
| Raphaël Coleman         | Eric Brown                     |
| Samuel Honywood         | Sebastian Brown                |
| Holly Gibbs             | Christianna (Chrissy) Brownová |
| Hebe a Zinnia Barnesovy | Agatha (Aggy) Brownová         |

## Ocenění a nominace
| Ocenění                          | Kategorie                                  | Nominovaný      | Výsledek  |
| -------------------------------- | ------------------------------------------ | --------------- | --------- |
| Satellite Awards                 | Nejlepší film na DVD                       |                 | nominace  |
| Women Film Critics Circle Awards | nejlepší rodinný film                      |                 | vítězství |
| Young Artist Awards              | Nejlepší výkon v hlavní roli – mladý herec | Thomas Sangster | nominace  |
| Young Artist Awards              | nejlepší obsazení                          |                 | nominace  |
| Young Artist Awards              | nejlepší rodinný film (komedie/muzikál)    |                 | nominace  |